# Colli della Sabina rosso frizzante
Il Colli della Sabina rosso frizzante è un vino DOC la cui produzione è consentita nelle province di Rieti e Roma.

## Caratteristiche organolettiche
- colore: rosso rubino più o meno intenso
- odore: vinoso, gradevole e delicato
- sapore: armonico, asciutto, morbido

## Produzione
Provincia, stagione, volume in ettolitri
- nessun dato disponibile